# Batrachorhina
Batrachorhina är ett släkte av skalbaggar. Batrachorhina ingår i familjen långhorningar.

## Dottertaxa tillBatrachorhina, i alfabetisk ordning[1]
- Batrachorhina affinis
- Batrachorhina albolateralis
- Batrachorhina albopicta
- Batrachorhina alboplagiata
- Batrachorhina albostrigosa
- Batrachorhina albovaria
- Batrachorhina apicepicta
- Batrachorhina approximata
- Batrachorhina biapicata
- Batrachorhina bipuncticollis
- Batrachorhina bipunctipennis
- Batrachorhina cephalotes
- Batrachorhina cristata
- Batrachorhina cruciata
- Batrachorhina dentifera
- Batrachorhina descarpentriesi
- Batrachorhina distigma
- Batrachorhina excavata
- Batrachorhina fasciculata
- Batrachorhina flavoapicalis
- Batrachorhina flavomarmorata
- Batrachorhina flavoplagiata
- Batrachorhina fuscolateralis
- Batrachorhina grisea
- Batrachorhina griseicornis
- Batrachorhina griseiventris
- Batrachorhina griseofasciata
- Batrachorhina griseoplagiata
- Batrachorhina griseotincta
- Batrachorhina induta
- Batrachorhina jejuna
- Batrachorhina katangensis
- Batrachorhina kenyensis
- Batrachorhina kivuensis
- Batrachorhina lactaria
- Batrachorhina lateritia
- Batrachorhina lichenea
- Batrachorhina madagascariensis
- Batrachorhina medioalba
- Batrachorhina mediomaculata
- Batrachorhina miredoxa
- Batrachorhina mirei
- Batrachorhina nebulosa
- Batrachorhina nervulata
- Batrachorhina niveoplagiata
- Batrachorhina niveoscutellata
- Batrachorhina niviscutata
- Batrachorhina obliquevittata
- Batrachorhina orientalis
- Batrachorhina paragriseotincta
- Batrachorhina paralateritia
- Batrachorhina paralichenea
- Batrachorhina paraniviscutata
- Batrachorhina postmaculata
- Batrachorhina principis
- Batrachorhina pruinosa
- Batrachorhina rodriguezi
- Batrachorhina rufina
- Batrachorhina semiluctuosa
- Batrachorhina similis
- Batrachorhina simillima
- Batrachorhina sogai
- Batrachorhina strandi
- Batrachorhina subgriseicornis
- Batrachorhina tanganjicae
- Batrachorhina tuberculicollis
- Batrachorhina vadoni
- Batrachorhina vadoniana
- Batrachorhina vagepicta
- Batrachorhina vieui
- Batrachorhina wittei
- Batrachorhina vulpina